# Humpy Koneru

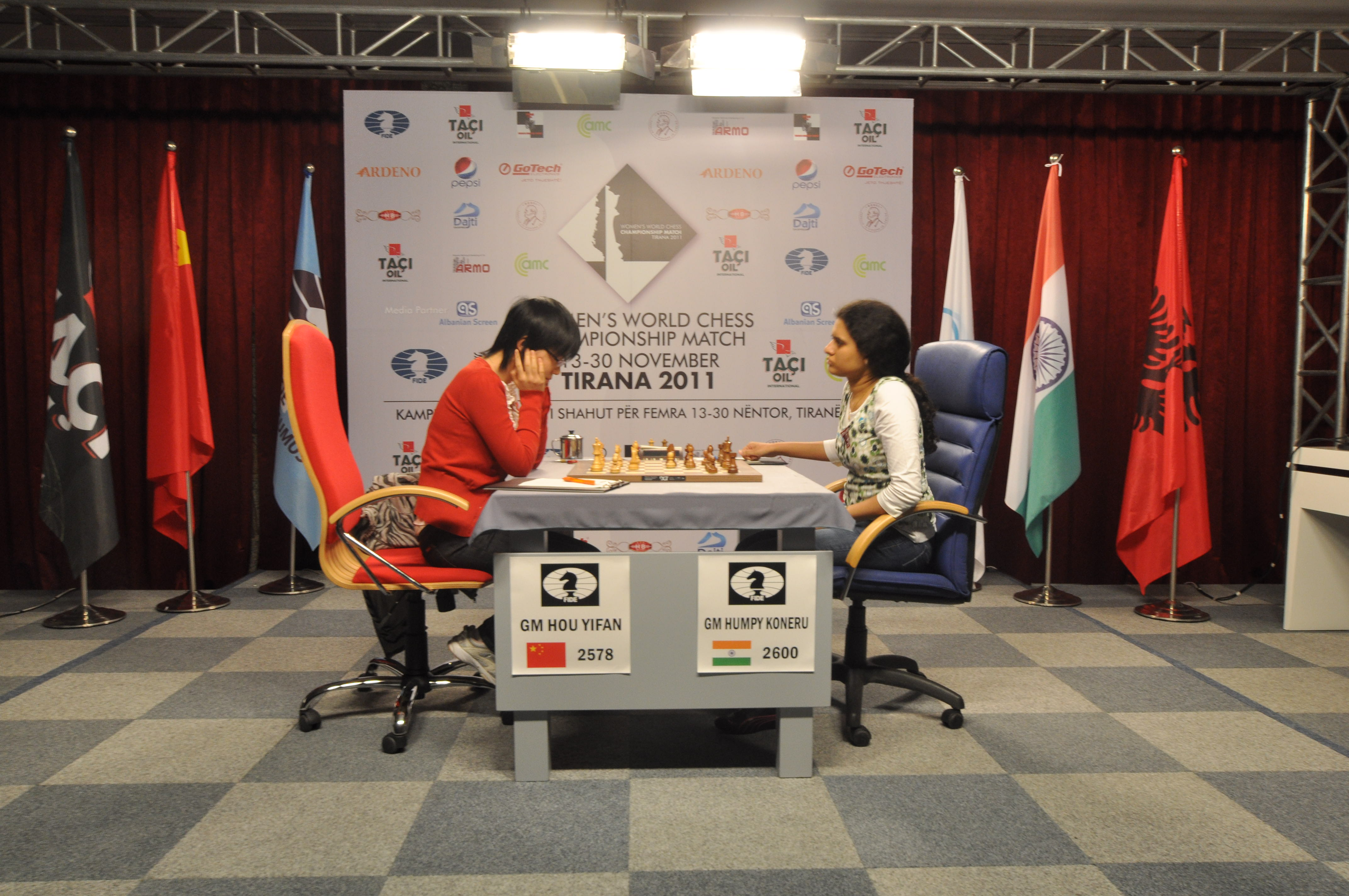
Mecz o mistrzostwo świata między
Hou Yifan a Humpy Koneru, Tirana 2011

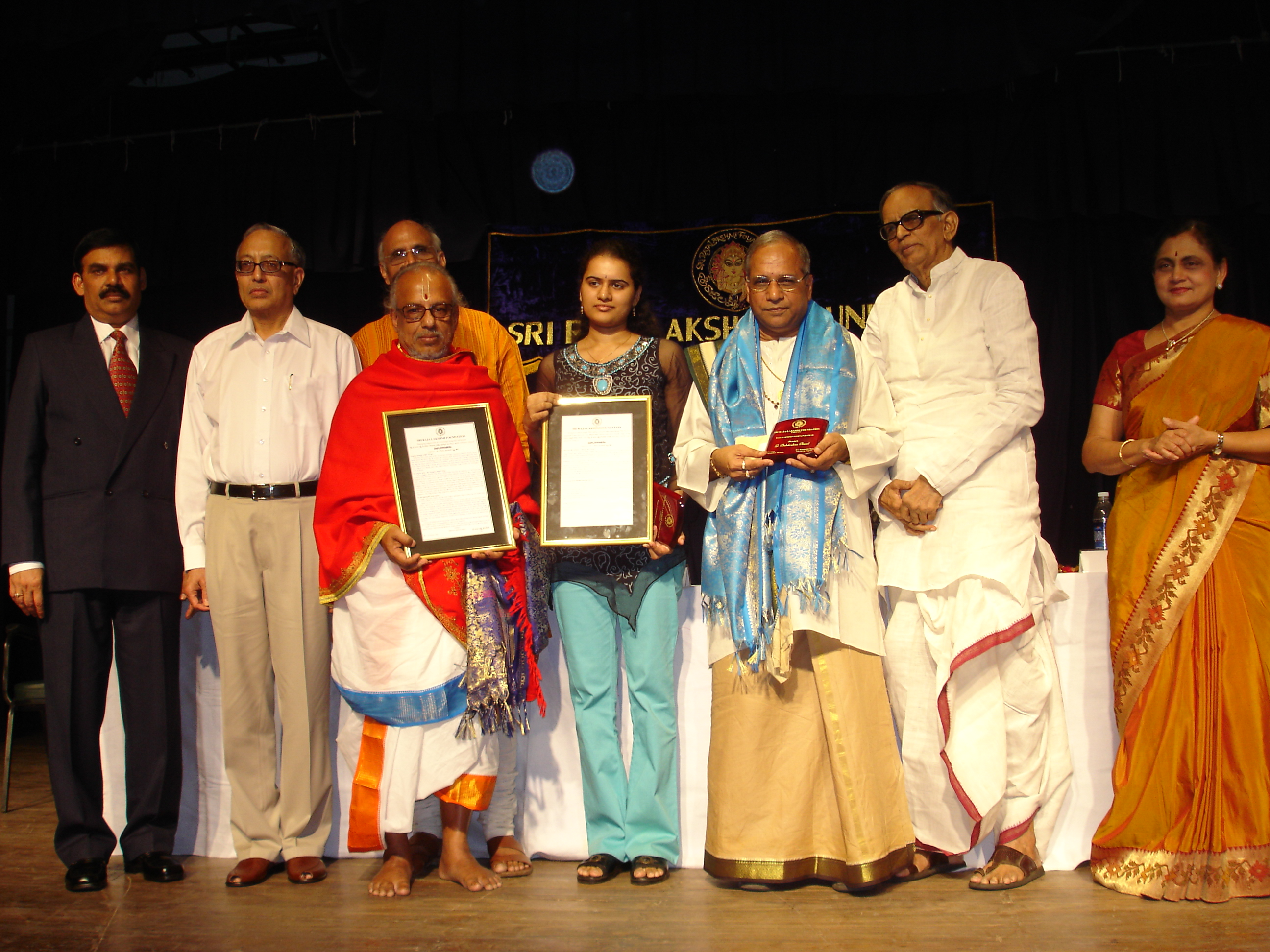
Humpy Koneru odbiera nagrodę
Raja-Lakshmi Award (2008)

Humpy Koneru (ur. 31 marca 1987 w Widźajawadzie, Andhra Pradesh) – indyjska szachistka, arcymistrzyni.

## Kariera szachowa
W szachy gra od piątego roku życia. W trakcie swojej kariery była czterokrotną mistrzynią świata juniorek: do lat 10 (1997), 12 (1998), 14 (2000) oraz do 20 (2001, Ateny). W 1999 triumfowała w mistrzostwach Wspólnoty Narodów (w kategorii do lat 18), zaś rok później w mistrzostwach Azji juniorek.
W maju 2002 na turnieju w Budapeszcie zdobyła trzecią, ostatnią normę na męski tytuł arcymistrza i została najmłodszą kobietą w historii, której nadano ten tytuł (wynik ten został pobity w 2008 przez Hou Yifan).
W 2003 zdobyła w Kalkucie tytuł indywidualnej mistrzyni Azji. W 2004 wzięła udział w mistrzostwach świata systemem pucharowym w Eliście. W turnieju tym awansowała do półfinału, w którym przegrała z Jekatieriną Kowalewską i ostatecznie podzieliła III-IV miejsce. Kolejny sukces odniosła w 2005, zwyciężając w bardzo silnie obsadzonym turnieju North Urals Cup w Krasnoturjinsku (przed m.in. Xu Yuhua, Aleksandrą Kostieniuk i Antoanetą Stefanową). W 2006 wraz z drużyną zajęła I m. na Igrzyskach Azjatyckich w Dosze, natomiast w 2007 zwyciężyła (przed Hannesem Stefánssonem) w Differdange. W 2008 podzieliła I m. (wspólnie z m.in. Michałem Krasenkowem i Abhijitem Kunte) w Bombaju. W tym samym roku po raz drugi w karierze awansowała do półfinału mistrzostw świata (rozgrywanych w Nalczyku), w którym uległa Hou Yifan. W 2009 odniosła samodzielne zwycięstwo w pierwszym turnieju cyklu FIDE 2009/2010 Grand Prix, rozegranym w Stambule, podzieliła również I m. (wspólnie z Ołeksandrem Areszczenką, Jewhenem Mirosznyczenką oraz Mageshem Panchanathanem) w Bombaju. W 2011 zmierzyła się w Tiranie z Hou Yifan w meczu o mistrzostwo świata, ulegając jej 2½ : 5½. W 2012 zwyciężyła w dwóch turniejach FIDE Women’s Grand Prix, w Kazaniu (wspólnie z Anną Muzyczuk) i Ankarze.
Wielokrotnie reprezentowała Indie w turniejach drużynowych, między innymi:
- dwukrotnie na olimpiadach szachowych (w latach 2004, 2006)[12]
- na drużynowych mistrzostwach świata (w roku 2011); indywidualnie złota medalistka (na I szachownicy)[13]
- na drużynowych mistrzostwach Azji (w roku 2003)[14]
- na igrzyskach azjatyckich (w roku 2006); wspólnie z drużyną złota medalistka[15]
- na halowych igrzyskach azjatyckich (w roku 2007); wspólnie z drużyną srebrna medalistka[16].

1 października 2007 jako druga kobieta w historii (po Judit Polgár) przekroczyła granicę 2600 punktów rankingowych (osiągnęła wówczas 2606 punktów). Najwyższy wynik rankingowy w dotychczasowej karierze osiągnęła 1 lipca 2009; notowana była wówczas z wynikiem 2623 punktów i zajmowała 2. miejsce na świecie.

## Odznaczenia
W 2007 została odznaczona „Orderem Padma Shri”, w 2008 otrzymała nagrodę „Raja-Lakshmi Award”, a w 2003 została laureatem nagrody Arjuna Award.